# Tętnica błędnika

Koło tętnicze mózgu. Parzysta tętnica błędnika (nieoznaczona na rysunku) odchodzi od tętnicy podstawnej, tuż nad tętnicą przednią dolną móżdżku.

Tętnica błędnika, tętnica błędnikowa (łac. arteria labyrinthi), dawniej tętnica słuchowa wewnętrzna (łac. arteria auditiva interna) – w anatomii człowieka parzysta gałąź tętnicy dolnej przedniej móżdżku lub tętnicy podstawnej. Jest główną tętnicą ucha wewnętrznego.

## Przebieg
Tętnica błędnika jest naczyniem parzystym, cienkim, odchodzącym zwykle od tętnicy dolnej przedniej móżdżku lub od tętnicy podstawnej. Biegnie bocznie razem z nerwem przedsionkowo-ślimakowym i wstępuje do przewodu słuchowego wewnętrznego, gdzie dzieli się na gałęzie zaopatrujące ucho wewnętrzne oraz początkowy odcinek nerwu twarzowego (do jego wejścia do kanału nerwu twarzowego).

## Gałęzie
Tętnica błędnika w trakcie przebiegu przez przewód słuchowy wewnętrzny oddaje (w kolejności odejścia):
- Tętnicę przedsionkową (łac. arteria vestibularis) – unaczyniającą narząd przedsionkowy (woreczek, łagiewkę, przewód półkolisty przedni i boczny oraz ich bańki).
- Gałęzie końcowe:
  - Tętnicę przedsionkowo-ślimakową (łac. arteria vestibulocochlearis) – dzielącą się na gałąź przedsionkową (łac. ramus vestibularis), unaczyniającą część tylną woreczka i łagiewki oraz przewód półkolisty tylny i jego bańkę oraz gałąź ślimakową (łac. ramus cochlearis), unaczyniającą część podstawnego zakrętu ślimaka. Gałąź ślimakowa zespala się z gałązkami tętnicy ślimakowej.
  - Tętnicę ślimakową (łac. arteria cochlearis) – wnikającą do wrzecionka i po rozgałęzieniu na 2–3 gałązki unaczyniającą ślimak. Gałązki zespalają się z gałęzią ślimakową tętnicy przedsionkowo-ślimakowej tworząc bogatą sieć naczyniową ślimaka i okolicznych tkanek.

## Odmiany
Tętnica błędnika najczęściej odchodzi od tętnicy dolnej przedniej móżdżku, nieco rzadziej od tętnicy podstawnej, wyjątkowo od tętnicy kręgowej. Podział tętnicy na trzy główne gałęzie występuje w ok. 80% przypadków. W pozostałych przypadkach dzieli się tylko na dwie gałęzie, tętnicę przedsionkową i tętnicę przedsionkowo-ślimakową. Pień tętnicy błędnika po oddaniu tętnicy przedsionkowej, a przed podziałem na tętnicę przedsionkowo-ślimakową i tętnicę ślimakową bywa nazywany tętnicą wspólną ślimaka (łac. arteria cochleae communis).